# Organizzazione Sathya Sai
L'Organizzazione Sathya Sai, nome originale Sathya Sai Organization, è un'organizzazione spirituale non religiosa, e senza scopo di lucro, fondata da Sathya Sai Baba nel 1963. Il suo presidente al momento è Michael Goldstein. Nel mondo esistono gruppi locali dell'organizzazione, tutti dipendenti a livello gerarchico dalla sede principale, situata in India, a Bombay.

## Princìpi
Lo statuto stabilisce che qualsiasi persona che abbia fede negli insegnamenti di Sathya Sai Baba può entrare a far parte dell'organizzazione. Ogni membro è invitato a trovare la forma (o le forme) di disciplina spirituale (sadhana) a lui più congeniale, e ad adottarla come parte integrante della propria vita quotidiana. Sai Baba ha fornito un codice di condotta in nove punti, che rappresenta un "percorso ideale" e viene consigliato a tutti gli associati, anche come stimolo per attività collettive e comuni:
1. Meditazione e preghiera quotidiana.
2. Preghiere e canti devozionali (bhajan) con i membri della propria famiglia almeno una volta a settimana.
3. Partecipare ai programmi educativi per i bambini tenuti dall'organizzazione.
4. Partecipare almeno una volta al mese ai programmi devozionali di gruppo tenuti dall'organizzazione.
5. Partecipare al servizio per la comunità e agli altri programmi dell'organizzazione.
6. Studio e lettura regolare degli scritti di Sathya Sai.
7. Porre un "tetto ai desideri", utilizzando i risparmi ottenuti al servizio dell'umanità.
8. Comportarsi gentilmente e con amore con chiunque si venga in contatto.
9. Evitare di parlare male degli altri, specialmente in loro assenza.

Va sottolineato che la dimensione della messa in atto di questi punti è assolutamente personale e soggettiva; non vi è dunque alcun tipo di controllo o giudizio da parte di altre persone sulla loro effettiva messa in pratica, in quanto essa è lasciata al libero arbitrio e alla coscienza di ognuno.

## Scopo
(Sathya Sai Baba
Sathya Sai Speaks IX, 35, 187-188 (old edition))
Lo scopo dell'organizzazione è di aiutare i propri membri a trovare la divinità che risiede in ognuno, al di là del proprio credo, nazionalità, sesso.

## Gruppi locali e diffusione
Secondo i dati dell'organizzazione, nel mondo ci sono 1.200 centri locali, dislocati in oltre 110 paesi.

## Logo
Il logo dell'organizzazione è chiamato Sarvadharma, ed è la stilizzazione di un fiore di loto a 5 petali, nei quali sono riportati i nomi dei cinque valori umani: verità, rettitudine, pace, amore, non violenza.